# Changjin (powiat)
Changjin (kor. 장진군, Changjin-kun) – powiat w Korei Północnej, w prowincji Hamgyŏng Południowy. W spisie powszechnym z 2008 roku liczył ok. 65 tysięcy mieszkańców. 

## Geografia
Najwyższym szczytem w powiecie jest Ryŏehwa-san. Na terenie powiatu znajduje się jezioro Changjin, gdzie w listopadzie 1950 roku odbyła się jedna z bitew wojny koreańskiej. Występują bogate złoża surowców mineralnych, m.in. srebra, grafitu, jadeitu i złota.